# Lara Gillespie
Lara Gillespie (* 21. April 2001 in Dublin) ist eine irische Radsportlerin, die bei Cyclocrossrennen, auf der Bahn und im Straßenradsport aktiv ist.

## Sportliche Laufbahn
2017 wurde Lara Gillespie irische Jugendmeisterin im Querfeldeinrennen. Im selben Jahr errang sie beim Europäischen Olympischen Jugendfestival im ungarischen Győr die Silbermedaille im Einzelzeitfahren auf der Straße.
2018 wurde Gillespie im Alter von 16 Jahren erstmals irische Meisterin der Elite im Querfeldeinrennen und startete bei den U23-Cyclocross-Weltmeisterschaften, wo sie Rang 28 belegte. Bei den Bahneuropameisterschaften der Junioren 2018 im schweizerischen Aigle errang sie den Titel im Punktefahren. Im Jahr darauf wurde sie Vize-Europameisterin der Juniorinnen in Scratch, Punktefahren und Einerverfolgung und belegte bei den Junioren-Weltmeisterschaften in der Einerverfolgung Platz drei. Zudem wurde sie irische Vize-Meisterin im Straßenrennen. Im Jahr darauf errang sie den Titel als irische Straßenmeisterin.
2024 wurde Lara Gillespie für die Teilnahme an den Olympischen Spielen in Paris nominiert, wo sie in der Mannschaftsverfolgung, im Omnium und im Zweier-Mannschaftsfahren startete; sie belegte die Plätze 9, 10 und 11. Später im selben Jahr gewann sie erstmals eine Elite-Medaille bei Bahnradsport-Weltmeisterschaften, Anfang 2025 wurde sie Europameisterin im Ausscheidungsfahren. Damit wurde sie erste Bahn-Europameisterin ihres Landes.

## Ehrungen
2017 wurde Lara Gillespie vom irischen Radsportverband Irish Cycling mit dem Special Recognition Award geehrt.

## Erfolge

### Querfeldein
2017
- Irische Jugend-Meisterin – Querfeldeinrennen

2018
- Irische Meisterin – Querfeldeinrennen

2019
- Irische Meisterin – Querfeldeinrennen

### Bahn
2017
- Irische Junioren-Meisterin – Sprint, 500-Meter-Zeitfahren, Einerverfolgung, Scratch

2018
- Junioren-Europameisterin – Punktefahren

2019
- Junioren-Europameisterschaft – Scratch, Punktefahren, Einerverfolgung
- Junioren-Weltmeisterschaft – Einerverfolgung

2020
- Irische Meisterin – Scratch

2021
- Nations’ Cup in Sankt Petersburg – Mannschaftsverfolgung (mit Kelly Murphy, Mia Griffin und Alice Sharpe)
- U23-Europameisterschaft – Einerverfolgung

2022
- Irische Meisterin – Scratch

2023
- U23-Europameisterin – Punktefahren, Omnium

2024
- Weltmeisterschaft – Punktefahren
- Track Champions League – ein Einzelsieg

2025
- Europameisterin – Ausscheidungsfahren

### Straße
2020
- Irische Meisterin – Straßenrennen

2023
- Irische Meisterin – Straßenrennen

2024
- Gesamtwertung und zwei Etappen Giro Mediterraneo Rosa
- Antwerp Port Epic